# Diocesi di Udaipur
La diocesi di Udaipur (in latino Dioecesis Udaipurensis) è una sede della Chiesa cattolica in India suffraganea dell'arcidiocesi di Agra. Nel 2022 contava 25.826 battezzati su 11.975.975 abitanti. È retta dal vescovo Devprasad John Ganawa, S.V.D.

## Territorio
La diocesi comprende i distretti di Udaipur, Rajsamand, Bhilwara, Chittorgarh, Dungarpur e Banswara nella parte meridionale dello stato del Rajasthan in India, ed il taluk di Thandla nel distretto di Jhabua nello stato del Madhya Pradesh.
Sede vescovile è la città di Udaipur, dove si trova la cattedrale di Nostra Signora di Fatima.
Il territorio è suddiviso in 65 parrocchie.

## Storia
La diocesi è stata eretta il 3 dicembre 1984 con la bolla In gravissimis muneris di papa Giovanni Paolo II, ricavandone il territorio dalla diocesi di Ajmer e Jaipur (oggi divisa in diocesi di Ajmer e diocesi di Jaipur).
Il 25 marzo 2002 ha ceduto una porzione del suo territorio a vantaggio dell'erezione della diocesi di Jhabua.

## Cronotassi dei vescovi
Si omettono i periodi di sede vacante non superiori ai 2 anni o non storicamente accertati.
- Joseph Pathalil † (3 dicembre 1984 - 21 dicembre 2012 ritirato)
- Devprasad John Ganawa, S.V.D., dal 21 dicembre 2012

## Statistiche
La diocesi nel 2022 su una popolazione di 11.975.975 persone contava 25.826 battezzati, corrispondenti allo 0,2% del totale.
| anno | popolazione | popolazione | popolazione | presbiteri | presbiteri | presbiteri | presbiteri                | diaconi | religiosi | religiosi | parrocchie |
| anno | battezzati  | totale      | %           | numero     | secolari   | regolari   | battezzati per presbitero | diaconi | uomini    | donne     | parrocchie |
| ---- | ----------- | ----------- | ----------- | ---------- | ---------- | ---------- | ------------------------- | ------- | --------- | --------- | ---------- |
| 1990 | 25.796      | 6.725.000   | 0,4         | 42         | 35         | 7          | 614                       |         | 10        | 200       | 22         |
| 1999 | 34.691      | 7.039.450   | 0,5         | 54         | 39         | 15         | 642                       |         | 16        | 231       | 28         |
| 2000 | 33.039      | 7.544.450   | 0,4         | 48         | 39         | 9          | 688                       |         | 10        | 236       | 27         |
| 2001 | 36.018      | 7.645.450   | 0,5         | 51         | 39         | 12         | 706                       |         | 12        | 219       | 31         |
| 2002 | 22.616      | 7.525.450   | 0,3         | 47         | 35         | 12         | 481                       |         | 18        | 174       | 16         |
| 2003 | 19.540      | 7.500.000   | 0,3         | 48         | 38         | 10         | 407                       |         | 10        | 184       | 17         |
| 2004 | 19.914      | 7.500.000   | 0,3         | 56         | 44         | 12         | 355                       |         | 12        | 204       | 28         |
| 2010 | 23.867      | 8.112.000   | 0,3         | 68         | 51         | 17         | 350                       |         | 18        | 209       | 30         |
| 2014 | 25.000      | 8.674.000   | 0,3         | 67         | 55         | 12         | 373                       |         | 12        | 197       | 50         |
| 2017 | 22.722      | 19.606.380  | 0,1         | 72         | 56         | 16         | 315                       |         | 22        | 245       | 32         |
| 2020 | 24.355      | 11.740.000  | 0,2         | 72         | 54         | 18         | 338                       |         | 24        | 229       | 33         |
| 2022 | 25.826      | 11.975.975  | 0,2         | 79         | 55         | 24         | 326                       |         | 26        | 232       | 65         |